# Талоркан II
Талоркан II (*Talorgan mac Unuist, д/н —782) — король піктів у 780—782 роках.

## Життєпис
Був сином Енгуса I, короля піктії. Про дату народження та молоді роки майже нічого невідомо. Одружився з сестрою короля Альпіна II. Після смерті останнього 780 року зумів обійняти трон королівства. Проте панування його було нетривалим. За невідомих обставин Талоркан II помер 782 року. Йому спадкував син Друст VIII.